# ترنس‌گلوبال ایرویز
ترنس‌گلوبال ایرویز (به انگلیسی: TransGlobal Airways) یک شرکت هواپیمایی با کد یاتا T7 است که در تاریخ ۲۰۰۵ میلادی تأسیس شده است.
دفتر مرکزی ترنس‌گلوبال ایرویز در فیلیپین واقع شده‌است و قطب این شرکت هواپیمایی در فرودگاه بین‌المللی کلارک قرار دارد و به ۷ مقصد، پرواز مستقیم انجام می‌دهد.

## مقصدهای پروازی

### فیلیپین
- Clark Freeport Zone (فرودگاه بین‌المللی کلارک) - قطب
- سیبو (فرودگاه بین‌المللی مکتان-کبو)

### چین
- شیامن (فرودگاه بین‌المللی زیامن گائوچی)
- جوهای (فرودگاه زوهای سانزاهو)

### تایوان
- تایپه (فرودگاه بین‌المللی تائویوان تایوان)

### امارات متحده عربی
- فجیره (فرودگاه بین‌المللی فجیره)

### بنگلادش
- داکا (فرودگاه بین‌المللی شاه‌جلال)